# ニトレン

ニトレンの一般構造式

ニトレン または ナイトレン (nitrene) とは、HN: と表される中性分子の名称。または HN: を母化合物とする一連の誘導体 R-N: のこと。まれに アミニレン (aminylene) とも呼ばれる。類縁体にあたる炭素化合物がカルベンであり、性質が類似する。

## 性質
ニトレン窒素上の価電子は 6個でオクテット則を満たさないため、基本的には強い求電子性を示す。このことはカルベンと同様である。通常は不安定で速やかに周りの置換基や分子と反応してしまうのだが、低温ではアルゴンなどをマトリクスとして取り出すことができる。また、遷移金属上に配位することで R-N=M の形（ナイトレン錯体、ナイトレノイド、nitrenoid）となれば比較的安定である。
2012年、リンと配位させたアジ化物を光分解させることで初めて安定したニトレンの合成に成功した。
カルベンと同様に一重項状態と三重項状態が存在し、多くのニトレンは三重項状態が基底状態と見られている。マトリクス法で取り出された例も多くが三重項ニトレンである。

## 発生法
ニトレンを発生する方法は2通りに大別できる。

### 脱離反応
ヒドロキシアミンの O-スルホン酸エステルに塩基を作用させて 1,1-脱離によりニトレンを発生させる。
{\displaystyle {\ce {{RNH(OSO_{2}Ar)}+{\mathit {base}}->{RN:}+{{\mathit {base}}H}+ArSO3^{-}}}}

### 分解反応
アジ化物 R-N3 を光または熱で分解すると窒素分子が遊離してニトレンが発生する。
{\displaystyle {\ce {{RN3}+{\mathit {(light/heat)}}->{RN:}+N2}}}

## 反応
ニトレンの反応性はカルベンと同様であり、付加、転位、挿入反応を起こす。
- ニトレンはアルケンに付加してアジリジンを与える。
- 分子内で隣接する C-H 結合や C-C 結合に挿入する[6]。このときの生成物は H または C が転位したイミンとなる。

{\displaystyle {\ce {RR'C(X)N: -> RR'C=NX\ (X = H/C)}}}
- 他の分子の C-H 結合に挿入する。あるいは水素ラジカルを引き抜く。
- 二量化してアゾ化合物となる。

アジ化物をニトレンの前駆体としたときは、脱窒素と続く反応が協奏的に起こり、ニトレンが中間体として関与していないかもしれない。前駆体が他の化合物でも同様である。反応化学的に協奏反応と逐次反応を区別するのは非常に困難である。